# Sigàrdides
Els Sigàrdides foren una de les més importants famílies nobles de Baviera entre el segle ix i el XIII. Van agafar el nom de Sieghard o Sighard o Sigehard (català Sigard). Els avantpassats de la nissaga estaven assentats a la regió del Rin-Neckar. El primer a portar el títol comtal fou Sigard que governada vers 812-826 al Kraichgau. El llinatge va governar durant dos segles al Chiemgau, i també en altres àrees; els pertanyien les regions de Pinzgau, Pongau i Salzburggau, i essencialment el Flachgau (Eisacktal, la vall de l'Inn i les Dolomites).
A la primera meitat del segle xi la branca de comtes d'Ebersberg foren marcgravis de Carniola; les seves propietats van passar als Spanheimer. Una altra branca va ser la dels comte de Tengling, dels quals a partir del final del segle xii, van derivar els Schala, Burghausen, Peilstein, Mörle i Kleeberg. També ems meinardins deriven segurament dels sigàrdides. S'esmenta una altra branca a Ellwabgen a Suàbia vers 987; els seus hereus es van emparentar a les properes generacions amb les famílies de l'alta noblesa sueva. Van enllaçar amb una filla del duc Conrad d'Öhningen de Suabia.

## Genealogia
Sigihelm (mort el 765)
- Alberic (765)
  - Eberard (773, 774, 776, † 804), aristòcrata a Mannheim (770, 771, 772, 778), a Worms-Ibersheim
    - Engilger (812)
    - Engiltruda (792-804), dama a Heidelberg-Handschuhsheim casada amb Werner I prefecte de la Marca Oriental (Ostland) (mort el 814) sota Carlemany, rebe feus el 812 a Worms-Rheindürkheim
    - Sigihart (776, 812-826), comte a Kraichgau
      - Sigihart (858-861), comte a Kraichgau
        - Sigard I (mort el 906/907), comte de Sempt 
          - Ratold I. (mort el 919), comte de Sempt, marcgravi de Caríntia
            - Els descendents foren comtes d'Ebersberg, vegeu comtat d'Ebersberg

          - Sigard II (mort el 923), comte al Salzburggau 908
            - Norbert I (958)
            - Ratold (mort el 979), Advocat-defensor de Freising
            - Engelbert I (vers 958), fill petit
            - Sigard III (mort el 959), comte a Chiemgau 940
              - Frederic I (mort el 991), arquebisbe de Salzburg
              - Engelbert II (mort el vers 1000), el fill petit
              - Sigard IV (mort el 980), comte a Chiemgau, dit "Sizzó de Melk", comte de Melk, Mank i Pielach, casat amb Wil·la (mort el 977) filla del comte Bernhard i d'Engilrada neta de l'arquebisbe Adalbert II de Salzburg
                - Sigard V (mort el 1020), comta al Chiemgau
                  - Frederic III (mort el 1023), Diaca
                  - Sigard o Sizzó VI (+ 1046), comte al Chiemgau 1010, casat amb Tuta o Judit d'Ebersberg (1029/1048)
                    - Marquart (mort el 1085), comte al Chiemgau i al Isengau casat amb Adelaida de Lechsgemünd (mort el 1112)
                    - Meginfreed, comte
                    - Engelbert V (+ 1078), comte al Chiemgau, protector de Salzburg
                    - Sigard o Sizzó VIII (mort el 1080), comte al Chiemgau

                - Frederic II (mort el 1000)
                  - Ricarda (mort el vers 1035), casada amb Eberard d'Eppenstein

                - Norbert II (mort el vers 1010), comte
                - Pelegrí de Passau (mort el 991), Bisbe de Passau
                - Engelbert III (mort el 1020), comte al Chiemgau, casat amb Adela de Baviera 
                  - Hartwig de Brixen (mort el 1029), Bisbe de Brixen
                  - Meginard (mort el vers 1055), comte al Oberpustertal
                  - Sigard o Sizzó VII (+ 1044), comte a Chiemgau, casat amb Bilihilda d'Andechs
                    - Frederic de Tengling (mort el 1071), casat amb Matilde de Vohburg
                      - Els descendents foren comtes de Burghausen-Schala i de Peilstein

                    - Sigard d'Aquileia (mort el 1077), Patriarca d'Aquileia
                    - Friedgunda, abadessa a Aquileia
                    - Hildburga, princesa de Moràvia

                  - Engelbert IV (mort el vers 1040), comte a Puster, Nori i Lavanttal, protector de Salzburg i de Brixen, casat amb Liutgarda filla del comte Werigand d'Ístria-Friül
                    - Willipurga (mort el vers 1060), casada amb Aribó II (mort el 1102), comte palatí de Baviera
                    - Ricarda de Lavant (mort el vers 1072)
                    - Liutgarda, casada amb Aribo II (mort el 1102), comte palatí de Baviera, vidu de la seva germana
                    - Engelbert VI (mort el 1090), comte al Pustertal, protector de Salzburg
                      - Ricarda (mort el 1138), casada amb Gebard, comte de Dießen (Diessen)

                    - Meginard (mort el vers 1090), comte al Pustertal (Gorízia)
                      - Descendència: possiblement els meinardins